# Dekada (elektronika)

Rys. 1 Charakterystyka Bodego z logarytmiczną skalą częstości kątowej, która zawiera 6 dekad; odległość pomiędzy dwoma oznaczonymi liczbą punktami na osi odciętych odpowiada jednej dekadzie

Dekada – w elektronice, rząd wielkości częstotliwości. Jedna dekada odpowiada stosunkowi liczbowemu wartości 10:1.
Skala logarytmiczna wykorzystująca dekady jest często stosowana na osi odciętych charakterystyk częstotliwościowych układów elektronicznych, np. charakterystyki Bodego. Dzieje się tak dlatego, że ze względu na szeroki zakres częstotliwości, który obejmuje charakterystyka, użycie skali liniowej byłoby niepraktyczne.
Charakterystyki częstotliwościowe są często opisywane w jednostkach „na dekadę”. Przykładowy wykres Bodego (rys. 1) ukazuje zbocze o nachyleniu -20 dB/dekadę w pasmie zaporowym, co oznacza, że dla każdego dziesięciokrotnego wzrostu pulsacji (np. od 10 rad/s do 100 rad/s na rys. 1), wzmocnienie spada o 20 dB.